# Кантемировский район
Кантеми́ровский райо́н — административная единица на юго-западе Воронежской области России. Административный центр — рабочий посёлок Кантемировка.

## География
Кантемировский район расположен на крайнем юге Воронежской области и является самым южным  и самым удаленным от областного центра  муниципальным образованием. На севере район граничит с Россошанским районом, на востоке с Богучарским районом Воронежской области. На юге район граничит с Чертковским районом Ростовской областью России и Меловским районом Луганской области Украины. Площадь района — 2330 км². Основная река — Богучарка.

## История
Кантемировский район был образован в 1928 году. В 1954 году была образована Каменская область и территория Кантемировского района вошла в неё. 2 ноября 1957 года был упразднён Писаревский район и его территория вошла в Кантемировский район. 11 ноября 1957 года была упразднена Каменская область и Кантемировский район был передан в состав Воронежской области. Решением Воронежского Облисполкома от 7 февраля 1963 года упразднён Кантемировский и Михайловский районы в связи с укрупнением районов. Указом Президиума Верховного Совета СССР от 3 марта 1964 года был вновь образован Кантемировский район.

## Население
| 1989    | 2002    | 2009    | 2010    | 2011    | 2012    | 2013    |
| ------- | ------- | ------- | ------- | ------- | ------- | ------- |
| 42 947  | ↘41 808 | ↘39 761 | ↘38 081 | ↘37 936 | ↘36 987 | ↘36 196 |
| 2014    | 2015    | 2016    | 2017    | 2018    | 2021    | 2025    |
| ↘35 468 | ↘34 923 | ↘34 661 | ↘34 620 | ↘33 999 | ↘32 091 | ↘30 166 |

### Урбанизация
В городских условиях (рабочий посёлок Кантемировка) проживают 33,78 % населения района.

### Национальный состав
По переписи населения 2010 года национальный состав был таким: 90,6 % — русские, 5,6 % — украинцы, 1,2 % — армяне.
По итогам переписи населения 2020 года проживали следующие национальности (национальности менее 0,1 % и другое, см. в сноске к строке «Другие»):
| Национальность | Численность, чел. | Доля     |
| -------------- | ----------------- | -------- |
| Русские        | 30 218            | 94,16 %  |
| Украинцы       | 512               | 1,60 %   |
| Армяне         | 322               | 1,00 %   |
| Турки          | 134               | 0,42 %   |
| Чеченцы        | 129               | 0,40 %   |
| Цыгане         | 121               | 0,38 %   |
| Узбеки         | 36                | 0,11 %   |
| Другие         | 619               | 1,93 %   |
| Итого          | 32 091            | 100,00 % |

### Язык
Официальный и основной язык — русский. В бытовом общении также используются суржик и слобожанские говоры украинского языка.

## Муниципально-территориальное устройство
В Кантемировский муниципальный район входят 16 муниципальных образований, в том числе 1 городское и 15 сельских поселений:
| №  | Муниципальное образование          | Административный центр | Количество населённых пунктов | Население | Площадь, км2 |
| -- | ---------------------------------- | ---------------------- | ----------------------------- | --------- | ------------ |
| 1  | Кантемировское городское поселение | пгт Кантемировка       | 3                             | ↘10 199   | 214,86       |
| 2  | Бондаревское сельское поселение    | село Бондарево         | 2                             | 1268      | 128,44       |
| 3  | Бугаевское сельское поселение      | село Бугаевка          | 3                             | ↘883      | 124,17       |
| 4  | Журавское сельское поселение       | село Журавка           | 5                             | ↘1958     | 125,30       |
| 5  | Зайцевское сельское поселение      | село Зайцевка          | 7                             | ↘1331     | 200,05       |
| 6  | Митрофановское сельское поселение  | село Митрофановка      | 5                             | ↘5265     | 142,67       |
| 7  | Михайловское сельское поселение    | село Михайловка        | 6                             | ↘1509     | 166,02       |
| 8  | Новобелянское сельское поселение   | село Новобелая         | 1                             | ↘1315     | 137,41       |
| 9  | Новомарковское сельское поселение  | село Новомарковка      | 2                             | ↘1425     | 119,25       |
| 10 | Осиковское сельское поселение      | село Осиковка          | 9                             | ↘845      | 169,53       |
| 11 | Пасековское сельское поселение     | хутор Пасеково         | 4                             | ↘1163     | 160,31       |
| 12 | Писаревское сельское поселение     | село Писаревка         | 1                             | ↘1464     | 108,47       |
| 13 | Смаглеевское сельское поселение    | село Смаглеевка        | 2                             | ↘1361     | 121,92       |
| 14 | Таловское сельское поселение       | село Талы              | 3                             | ↘1632     | 189,13       |
| 15 | Титаревское сельское поселение     | село Титаревка         | 4                             | ↘920      | 152,32       |
| 16 | Фисенковское сельское поселение    | село Фисенково         | 3                             | ↘468      | 87,93        |

## Населённые пункты
В Кантемировском районе 59 населённых пунктов.
| №  | Населённый пункт        | Тип                     | Население | Муниципальное образование          |
| -- | ----------------------- | ----------------------- | --------- | ---------------------------------- |
| 1  | Андрюшевка              | село                    | 49        | Осиковское сельское поселение      |
| 2  | Бондарево               | село                    | ↘808      | Бондаревское сельское поселение    |
| 3  | Бугаевка                | село                    | 550       | Бугаевское сельское поселение      |
| 4  | Бугаевка                | село                    | ↘80       | Таловское сельское поселение       |
| 5  | Бык                     | хутор                   | 5         | Зайцевское сельское поселение      |
| 6  | Валентиновка            | село                    | ↘280      | Фисенковское сельское поселение    |
| 7  | Васильевка              | хутор                   | 0         | Михайловское сельское поселение    |
| 8  | Викторовка              | село                    | 26        | Осиковское сельское поселение      |
| 9  | Волоконовка             | село                    | ↘638      | Бондаревское сельское поселение    |
| 10 | Гармашевка              | село                    | ↘502      | Зайцевское сельское поселение      |
| 11 | Гартмашевка             | железнодорожная станция | 30        | Кантемировское городское поселение |
| 12 | Дальний Россоховатый    | хутор                   | 18        | Кантемировское городское поселение |
| 13 | Евдокиевка              | село                    | ↘478      | Митрофановское сельское поселение  |
| 14 | Журавка                 | село                    | ↗722      | Журавское сельское поселение       |
| 15 | Зайцевка                | село                    | ↘545      | Зайцевское сельское поселение      |
| 16 | Златополь               | хутор                   | 33        | Михайловское сельское поселение    |
| 17 | Ивановка                | село                    | ↘0        | Митрофановское сельское поселение  |
| 18 | Ивановка                | село                    | 80        | Осиковское сельское поселение      |
| 19 | Казимировка             | хутор                   | 160       | Журавское сельское поселение       |
| 20 | Кантемировка            | пгт                     | ↘10 191   | Кантемировское городское поселение |
| 21 | Каплин                  | хутор                   | 1         | Титаревское сельское поселение     |
| 22 | Касьяновка              | село                    | 706       | Журавское сельское поселение       |
| 23 | Коваленковский          | посёлок                 | 90        | Осиковское сельское поселение      |
| 24 | Колесниковка            | село                    | ↘55       | Зайцевское сельское поселение      |
| 25 | Колещатовка             | село                    | ↘308      | Бугаевское сельское поселение      |
| 26 | Криничный               | хутор                   | 30        | Осиковское сельское поселение      |
| 27 | Кузнецовский            | посёлок                 | 311       | Осиковское сельское поселение      |
| 28 | Куликовка               | село                    | ↘559      | Михайловское сельское поселение    |
| 29 | Лебедев                 | хутор                   | 0         | Пасековское сельское поселение     |
| 30 | Лиман                   | хутор                   | 49        | Фисенковское сельское поселение    |
| 31 | Митрофановка            | село                    | ↘4838     | Митрофановское сельское поселение  |
| 32 | Михайловка              | село                    | ↘928      | Михайловское сельское поселение    |
| 33 | Новобелая               | село                    | ↘1315     | Новобелянское сельское поселение   |
| 34 | Новомарковка            | село                    | ↘1463     | Новомарковское сельское поселение  |
| 35 | Новопавловка            | посёлок                 | 390       | Зайцевское сельское поселение      |
| 36 | Новопавловка            | хутор                   | 212       | Михайловское сельское поселение    |
| 37 | Осиковка                | село                    | ↗324      | Осиковское сельское поселение      |
| 38 | Пасеково                | хутор                   | 221       | Пасековское сельское поселение     |
| 39 | Пасюковка               | село                    | ↘76       | Журавское сельское поселение       |
| 40 | Первомайский            | посёлок                 | 42        | Зайцевское сельское поселение      |
| 41 | Писаревка               | село                    | ↘1464     | Писаревское сельское поселение     |
| 42 | Попасное                | село                    | ↘63       | Новомарковское сельское поселение  |
| 43 | Посёлок Охрового Завода | посёлок                 | 575       | Журавское сельское поселение       |
| 44 | Романенков              | хутор                   | 27        | Зайцевское сельское поселение      |
| 45 | Рудаевка                | село                    | ↘214      | Титаревское сельское поселение     |
| 46 | Сергеевка               | хутор                   | 47        | Осиковское сельское поселение      |
| 47 | Скнаровка               | село                    | ↘429      | Смаглеевское сельское поселение    |
| 48 | Смаглеевка              | село                    | ↘1048     | Смаглеевское сельское поселение    |
| 49 | Солёный                 | хутор                   | 747       | Пасековское сельское поселение     |
| 50 | Солонцы                 | хутор                   | 64        | Михайловское сельское поселение    |
| 51 | Софиевка                | село                    | ↘143      | Митрофановское сельское поселение  |
| 52 | Талы                    | село                    | ↘1674     | Таловское сельское поселение       |
| 53 | Титаревка               | село                    | ↘812      | Титаревское сельское поселение     |
| 54 | Фёдоровка               | село                    | ↘59       | Титаревское сельское поселение     |
| 55 | Фисенково               | село                    | ↘246      | Фисенковское сельское поселение    |
| 56 | Хрещатый                | хутор                   | ↘192      | Бугаевское сельское поселение      |
| 57 | Чехуровка               | село                    | 102       | Таловское сельское поселение       |
| 58 | Шевченко                | хутор                   | 0         | Митрофановское сельское поселение  |
| 59 | Шевченково              | село                    | ↘355      | Пасековское сельское поселение     |

### Упразднённые населённые пункты
- 2024 г. — хутор Штеповка

## Люди, связанные с районом
- Фомин, Владимир Кузьмич
- Литвиненко, Павел Андреевич

## Экономика
Сельским хозяйством в районе занимаются 19 сельхозпредприятий, 4 подсобных хозяйства и 118 крестьянских фермерских хозяйств. Основная специализация 57,5 % хозяйств — растениеводство. Остальные хозяйства специализируются на животноводстве и растениеводстве.
Площадь сельхозугодий в районе составляет 200,2 тыс. га, из них 139,1 тыс. га пашни. Основу растениеводства составляют: выращивание озимой пшеницы, подсолнечника, сахарной свёклы. Основу животноводства — производство крупного рогатого скота (коров) и свиней, молока.
Промышленная отрасль района представлена следующими промышленными предприятиями: ОАО «Митрофановский РМЗ Промавторемонт» (производство машин для животноводства, а также производство неочищенных растительных масел), ОАО «Журавский охровый завод» (производит охру сухую и бентонитовый порошок, используемый в нефтяной промышленности и в сельском хозяйстве), хлебокомбинат в р. п. Кантемировка, выпускающий хлеб, сухари, пряники, круассаны, завод растительных масел(закрыт), выпускающий До второй половины 2000-х ООО «Консервный завод „Кантемировский“» производил макаронные изделия, фасованный мёд и жареные семечки (закрыт)

## Достопримечательности
- Танк «Т-34-85» напротив железнодорожной станции Кантемировка (открыт 17 августа 1958 г.)
- Церковь Спаса Преображения в селе Куликовка, построена в 1829—1831 гг.
- Свято-Троицкий храм в посёлке Кантемировка, построенный в 1863 гг.
- Аллея Героев в р. п. Кантемировка, открытая в 1992 году
- Мемориальный комплекс «Братская могила» в р. п. Кантемировка, открытый в 1952 г.